# Дельфино, Луи
Луи Дельфино (фр. Louis Delfino); 5 октября 1912 года, Ницца — 11 июня 1968 года) — французский военачальник, армейский генерал авиации.

## Биография

### Образование и начало службы
С 13 сентября 1931 года обучался в Особой военной школе Сен-Сир в пригороде Парижа Сен-Сир-Леколь. С 1 сентября 1933 года — младший лейтенант. После Сен-Сира поступил в Авиационное училище. 27 июля 1934 года получил квалификацию лётчика.
В течение 5 лет проходил службу в разведывательной авиации. С 21 сентября 1938 года, по собственной инициативе, был переведен в истребительную авиацию. Перед началом Второй мировой войны имел звание капитана и занимал пост заместителя командира истребительной группы 1/4 (фр. GC 1/4) в Реймсе.

### Служба в годы Второй мировой войны
11 мая 1940 года сбил первый немецкий самолёт Heinkel He 111. С 17 мая 1940 года по 29 мая 1942 года — командир 4-й эскадрильи истребительной группы II/9 «Овернь». 26 мая 1940 года, за несколько часов, он перехватывает Messerschmitt Bf.109 и Henschel Hs 126. C 5 по 9 июня 1940 года он сбивает Heinkel He 111 и три самолёта Henschel Hs 126. Таким образом, в боях по обороне Франции сбил 7 немецких самолётов.
С 29 мая 1942 года — командир 2 эскадрильи истребительной группы 1/4 «Наварра», а с 4 августа 1943 года — заместитель командира этой группы. Участвовал в боях против Британской авиации во Французской Западной Африке. 12 августа 1942 года в районе Дакара сбил британский Vickers Wellington.
Оставался на службе в составе вишистких Военно-воздушных сил до высадки союзных войск в Алжире 8 ноября 1942 года и перехода французской армии, находившейся в Северной Африке, на сторону Антигитлеровской коалиции.
28 февраля 1944 года прибыл в расположение полка «Нормандия». С 8 августа 1944 года — майор, а с 12 ноября 1944 года по 20 июня 1945 года — командир полка, заменив Пьера Пуйяда. С 26 апреля 1945 года — подполковник.
С 16 октября 1944 года полк «Нормандия» принимал участие в Восточно- Прусской операции. Во второй половине того же дня Дельфино сбил Messerschmitt Bf.109. Два дня спустя он уничтожил Focke-Wulf Fw 190 Wurger. Затем, 22 и 26 октября 1944 года сбил Focke-Wulf Fw 190 Wurger и Messerschmitt Bf.109.
В воздушных боях на советско-германском фронте сбил семь немецких самолетов.
20 июня 1945 года во главе полка «Нормандия — Неман» на истребителе Як-3 вернулся во Францию.

### Карьера после 1945 года
С января по август 1946 года последовательно командовал 6-м и 1-м истребительными полками.
После окончания Колледжа обороны, 1 января 1949 года, назначен начальником штаба ПВО территории. С февраля 1951 года — полковник авиации. С 12 сентября 1952 года — инспектор истребительной авиации. С октября 1954 года — командующий 901-й зоной ПВО. С 1957 года — бригадный генерал авиации. С октября 1957 года по января 1960 года — начальник Военного авиационного училища в Салон-де-Прованс.
С 10 января 1960 года — командующий IV регионом воздушной обороны (Экс-ан-Прованс). С марта 1961 года — дивизионный генерал авиации. Начальник штаба — заместитель командующего воздушной обороной территории, а 27 мая 1961 командующий воздушной обороной территории.
С 1964 года — армейский генерал авиации и генеральный инспектор ВВС Франции.
Умер 11 июня 1968 года от сердечного приступа. Похоронен на кладбище Кокад в Ницце.

## Награды
- Большой крест ордена Почётного легиона
- Военный крест 1939—1945 годов
- Орден Красного Знамени (СССР, 4.06.1945)
- Орден Александра Невского (СССР, 5.05.1965)
- Орден Отечественной войны I степени (СССР, 23.02.1945)
- Медаль «За победу над Германией в Великой Отечественной войне 1941—1945 гг.» (СССР)
- Медаль «За взятие Кенигсберга» (СССР)

## Память
- Бульвар генерала Дельфино в Ницце
- Улица генерала Дельфино в городе Драшенбронне (департамент Нижний Рейн).